# Leichtathletik-Europameisterschaften 1971/4 × 100 m der Frauen

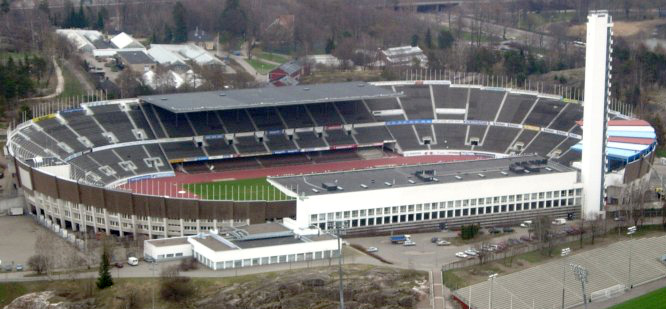
Das Olympiastadion von Helsinki im Jahr 2005

Die 4-mal-100-Meter-Staffel der Frauen bei den Leichtathletik-Europameisterschaften 1971 wurde am 14. und 15. August 1971 im Olympiastadion von Helsinki ausgetragen.
Europameister wurde die Bundesrepublik Deutschland in der Besetzung Elfgard Schittenhelm, Inge Helten, Annegret Irrgang und Ingrid Mickler-Becker.
Den zweiten Platz belegte die DDR mit Karin Balzer, Renate Stecher, Petra Vogt und Ellen Strophal.
Bronze ging an die Sowjetunion (Ljudmila Scharkowa, Galina Bucharina, Marina Sidorowa und Nadeschda Besfamilnaja).

## Rekorde
Vorbemerkung:

In diesen Jahren gab es bei den Bestleistungen und Rekorden eine Zweiteilung. Es wurden nebeneinander handgestoppte und elektronisch ermittelte Leistungen geführt. Die offizielle Angabe der Zeiten erfolgte in der Regel noch in Zehntelsekunden, die bei Vorhandensein elektronischer Messung gerundet wurden. Wegen des Wegfalls der Reaktionszeit des Zeitnehmers bei elektronischer Zeitnahme stand in der Diskussion, einen sogenannten Vorschaltwert einzuführen, um die handgestoppten Leistungen nicht automatisch besser zu stellen. Doch es blieb dann bei der korrekten Angabe dieser Zeiten, die später auch offiziell mit Hundertstelsekunden nach dem Komma geführt wurden.

### Offizielle Rekorde – Angabe in Zehntelsekunden

#### Bestehende Rekorde
| Weltrekord           | 42,8 s | USA (Barbara Ferrell, Margaret Bailes, Mildrette Netter, Wyomia Tyus)                   | OS Mexiko-Stadt – Finale, Mexiko  | 20. Oktober 1968   |
| Europarekord         | 43,4 s | Niederlande (Wilma van Gool, Mieke Sterk, Geertruida Hennipman, Cornelia Bakker)        | OS Mexiko-Stadt – Vorlauf, Mexiko | 19. Oktober 1968   |
| Europarekord         | 43,4 s | Sowjetunion (Ljudmila Scharkowa, Galina Bucharina, Wera Popkowa, Ljudmila Samotjossowa) | OS Mexiko-Stadt – Finale, Mexiko  | 20. Oktober 1968   |
| Europarekord         | 43,4 s | Niederlande (Wilma van Gool, Mieke Sterk, Geertruida Hennipman, Cornelia Bakker)        | OS Mexiko-Stadt – Finale, Mexiko  | 20. Oktober 1968   |
| Meisterschaftsrekord | 43,6 s | DDR (Regina Höfer, Renate Meißner, Bärbel Podeswa, Petra Vogt)                          | EM Athen, Griechenland            | 20. September 1969 |

#### Rekordverbesserungen
Der bestehende EM-Rekord wurde verbessert. Außerdem gab es einen Europarekord und zwei neue Landesrekorde.
- Meisterschaftsrekord:
  - 43,3 s – BR Deutschland (Elfgard Schittenhelm, Inge Helten, Annegret Irrgang, Ingrid Mickler-Becker), Finale am 15. August
- Europarekord:
  - 43,3 s – BR Deutschland (Elfgard Schittenhelm, Inge Helten, Annegret Irrgang, Ingrid Mickler-Becker), Finale am 15. August
- Landesrekorde:
  - 45,3 s – Schweden (Anneli Olsson, Gun Olsson, Karin Lundgren, Elisabeth Randerz), erster Vorlauf am 14. August
  - 45,8 s – Österreich (Karoline Käfer, Christa Kepplinger, Monika Holzschuster, Helga Kapfer), zweiter Vorlauf am 14. August

### Elektronisch gemessene Rekorde

#### Bestehende Rekorde
| Weltrekord           | 42,88 s | USA (Barbara Ferrell, Margaret Bailes, Mildrette Netter, Wyomia Tyus)                   | OS Mexiko-Stadt, Mexiko | 20. Oktober 1968   |
| Europarekord         | 43,41 s | Sowjetunion (Ljudmila Scharkowa, Galina Bucharina, Wera Popkowa, Ljudmila Samotjossowa) | OS Mexiko-Stadt, Mexiko | 20. Oktober 1968   |
| Meisterschaftsrekord | 43,61 s | DDR (Regina Höfer, Renate Meißner, Bärbel Podeswa, Petra Vogt)                          | EM Athen, Griechenland  | 20. September 1969 |

#### Rekordverbesserungen
Der bestehende EM-Rekord wurde verbessert. Außerdem gab es einen Europarekord und zwei neue Landesrekorde.
- Meisterschaftsrekord:
  - 43,28 s – BR Deutschland (Elfgard Schittenhelm, Inge Helten, Annegret Irrgang, Ingrid Mickler-Becker), Finale am 15. August
- Europarekord:
  - 43,28 s – BR Deutschland (Elfgard Schittenhelm, Inge Helten, Annegret Irrgang, Ingrid Mickler-Becker), Finale am 15. August
- Landesrekorde:
  - 45,30 s – Schweden (Anneli Olsson, Gun Olsson, Karin Lundgren, Elisabeth Randerz), erster Vorlauf am 14. August
  - 45,82 s – Österreich (Karoline Käfer, Christa Kepplinger, Monika Holzschuster, Helga Kapfer), zweiter Vorlauf am 14. August

## Vorrunde
14. August 1971, 19:15 Uhr
Die Vorrunde wurde in zwei Läufen durchgeführt. Die ersten vier Staffeln pro Lauf – hellblau unterlegt – qualifizierten sich für das Finale.

### Vorlauf 1
| Platz | Staffel        | Besetzung                                                                  | Offizielle Zeit (s) auf Zehntel gerundet | Inoffizielle Zeit (s) exakter Wert |
| 1     | BR Deutschland | Elfgard Schittenhelm Inge Helten Annegret Irrgang Ingrid Mickler-Becker    | 44,4000                                  | 44,37000                           |
| 2     | Sowjetunion    | Ljudmila Scharkowa Galina Bucharina Marina Sidorowa Nadeschda Besfamilnaja | 44,6000                                  | 44,62000                           |
| 3     | Polen          | Danuta Jędrejek Barbara Bakulin Urszula Jóźwik Helena Fliśnik              | 44,8000                                  | 44,75000                           |
| 4     | Schweden       | Anneli Olsson Gun Olsson Karin Lundgren Elisabeth Randerz                  | 45,3 NR                                  | 45,30 NR                           |
| 5     | Italien        | Maddalena Grassano Alessandra Orselli Laura Nappi Cecilia Molinari         | 45,7000                                  | 45,71000                           |

### Vorlauf 2
Bezüglich der Zeiten dieses Vorlaufs finden sich in der hier verwendeten Quelle bei todor.com deutliche Abweichungen gegenüber den Quellen des Statistics Handbooks und der offiziellen Internetseite des Europäischen Leichtathletikverbands. Die Zahlen bei todor.com sind offensichtlich nicht korrekt. So werden für die DDR-Staffel als Siegerzeit 43,6 Sekunden angegeben. Das hätte die Einstellung des Meisterschaftsrekords bedeutet. Allerdings fehlt hier die dann fällige Rekordanmerkung in derselben Quelle, die ansonsten immer alle Rekorde mit korrekten Anmerkungen versieht. Die Zeit für Großbritannien auf Platz drei lautet bei todor.com 44,9 s – da ist wohl die Null aus der exakten Angabe in Hundertstelsekunden übersehen worden und aus der fünf eine vier geworden, weil es ansonsten nicht gepasst hätte – im Statistics Handbook sowie bei european-athletics ist die Zeit mit 45,09 s gelistet. Außerdem sind im Statistics Handbook und bei european-athletics.org durchgängig alle Zeiten in exakten Hundertstelsekunden benannt, während sich bei todor.com lediglich die – wohl manchmal falsch – gerundeten Angaben in Zehntelsekunden finden. Auch das spricht für die Richtigkeit der Zahlen aus den letztgenannten Quellen. In den folgenden Übersichten sind deshalb die Zeitangaben aus den übereinstimmenden Tabellen im Statistics Handbook und bei european-athletics.org entnommen.
| Platz | Staffel        | Besetzung                                                          | Offizielle Zeit (s) auf Zehntel gerundet | Inoffizielle Zeit (s) exakter Wert |
| 1     | DDR            | Karin Balzer Renate Stecher Petra Vogt Ellen Strophal              | 44,1000                                  | 44,13000                           |
| 2     | Ungarn         | Ilona Bruzsenyák Margit Nemesházi Györgyi Balogh Katalin Papp      | 44,9000                                  | 44,87000                           |
| 3     | Großbritannien | Val Peat Margaret Critchley Madeleine Cobb Elizabeth Johns         | 45,1000                                  | 45,09000                           |
| 4     | Frankreich     | Gabrielle Meyer Michèle Beugnet Nicole Pani Odette Ducas           | 45,6000                                  | 45,63000                           |
| 5     | Österreich     | Karoline Käfer Christa Kepplinger Monika Holzschuster Helga Kapfer | 45,8 NR                                  | 45,82 NR                           |

## Finale
15. August 1971
| Platz | Staffel        | Besetzung                                                                  | Offizielle Zeit (s) auf Zehntel gerundet | Inoffizielle Zeit (s) exakter Wert |
| 1     | BR Deutschland | Elfgard Schittenhelm Inge Helten Annegret Irrgang Ingrid Mickler-Becker    | 43,3 ER                                  | 43,28 ER                           |
| 2     | DDR            | Karin Balzer Renate Stecher Petra Vogt Ellen Strophal                      | 43,6000                                  | 43,62000                           |
| 3     | Sowjetunion    | Ljudmila Scharkowa Galina Bucharina Marina Sidorowa Nadeschda Besfamilnaja | 44,5000                                  | 44,45000                           |
| 4     | Polen          | Danuta Jędrejek Barbara Bakulin Urszula Jóźwik Helena Fliśnik              | 44,8000                                  | 44,75000                           |
| 5     | Ungarn         | Ilona Bruzsenyák Margit Nemesházi Györgyi Balogh Katalin Papp              | 44,8000                                  | 44,78000                           |
| 6     | Großbritannien | Val Peat Margaret Critchley Madeleine Cobb Elizabeth Johns                 | 44,9000                                  | 44,87000                           |
| 7     | Frankreich     | Gabrielle Meyer Michèle Beugnet Nicole Pani Odette Ducas                   | 45,5000                                  | 45,50000                           |
| 8     | Schweden       | Anneli Olsson Gun Olsson Karin Lundgren Elisabeth Randerz                  | 46,1000                                  | 46,12000                           |

## Video
- EUROPEI DI HELSINKI 1971 4X100 DONNE GERMANIA OVEST, youtube.com, abgerufen am 30. Juli 2022